# Бурты (Полтавский район)
Бурты (укр. Бурти) — село,
Черкасовский сельский совет,
Полтавский район,
Полтавская область,
Украина.
Код КОАТУУ — 5324086504. Население по переписи 2001 года составляло 29 человек.

## Географическое положение
Село Бурты находится на правом берегу реки Коломак,
выше по течению на расстоянии в 2,5 км расположено село Сторожевое (Чутовский район),
ниже по течению на расстоянии в 0,5 км расположено село Коломак,
на противоположном берегу — село Василевка.
Река в этом месте извилистая, образует лиманы, старицы и заболоченные озёра.
Рядом проходит железная дорога, станция Зелёная в 2-х км.